# Grad (Vektorbündel)
Der Grad eines Vektorbündels auf einer projektiven algebraischen Kurve ist eine relativ grobe, ganzzahlige Invariante. Er ist eng mit der Euler-Charakteristik des Vektorbündels verknüpft. Triviale Vektorbündel haben Grad 0. 

## Definition
Der Grad {\displaystyle \deg {\mathcal {L}}} eines Geradenbündels {\displaystyle {\mathcal {L}}\cong {\mathcal {O}}(D)} mit einem Divisor {\displaystyle D} ist definiert als der Grad von {\displaystyle D}. Ist {\displaystyle \textstyle D=\sum n_{P}P} ein Divisor, so ist
sein Grad einfach die ganze Zahl {\displaystyle \textstyle \sum n_{P}}. Der Grad eines Vektorbündels {\displaystyle D} ist der Grad seines Determinantenbündels {\displaystyle \textstyle \det E=\bigwedge ^{{\rm {rk}}E}E} .
Ein meromorpher Schnitt {\displaystyle \neq 0} in einem Geradenbündel besitzt Nullstellen und Polstellen, die jeweils mit einer gewissen Ordnung (Vielfachheit) auftreten. Die Gesamtsumme dieser Ordnungen, wobei man die Polordnungen negativ zählen muss, ist unabhängig vom meromorphen Schnitt selbst, und ist eben der Grad des Bündels.

## Eigenschaften
- Additivität: ist

{\displaystyle 0\longrightarrow {\mathcal {E}}'\longrightarrow {\mathcal {E}}\longrightarrow {\mathcal {E}}''\longrightarrow 0}
eine kurze exakte Folge von Vektorbündeln, so ist
{\displaystyle \deg {\mathcal {E}}=\deg {\mathcal {E}}'+\deg {\mathcal {E}}''.}
- Für zwei Vektorbündel {\displaystyle {\mathcal {E}},{\mathcal {F}}} gilt

{\displaystyle \deg({\mathcal {E}}\otimes {\mathcal {F}})=\mathrm {rk} \,{\mathcal {F}}\cdot \deg {\mathcal {E}}+\mathrm {rk} \,{\mathcal {E}}\cdot \deg {\mathcal {F}}.}
- Satz von Riemann-Roch: Für ein Vektorbündel {\displaystyle {\mathcal {E}}} auf einer glatten Kurve vom Geschlecht {\displaystyle g} gilt:

{\displaystyle \chi ({\mathcal {E}})=\deg {\mathcal {E}}+\mathrm {rk} \,{\mathcal {E}}\cdot (1-g).}

## Der Grad auf höherdimensionalen Varietäten
Auf einer glatten (oder zumindest normalen) projektiven Varietät {\displaystyle X} beliebiger Dimension kann man einem Vektorbündel (und sogar allgemeiner einer torsionsfreien Garbe)
{\displaystyle E} ebenfalls einen Grad zuordnen, der allerdings von einem fixierten sehr amplen Divisor {\displaystyle H} abhängt. In dieser Situation setzt man (unter Verwendung der Schnitttheorie)  
{\displaystyle \deg \,E:=\det(E)\,.\,H^{\rm {dim(X)-1}}}
Man nimmt also den {\displaystyle ({\rm {dim(X)-1)}}}-fachen Selbstschnitt des amplen Divisors, was eine Kurve ergibt, und betrachtet
die Einschränkung des Bündels auf diese Kurve. Dieser Grad hat ähnliche Eigenschaften wie der auf einer Kurve definierte Grad.
Für ein Vektorbündel auf einem projektiven Raum vereinfacht sich diese Definition. Man hat {\displaystyle \det E=O(n)} mit
einer eindeutig bestimmten ganzen Zahl {\displaystyle n}, die man den Grad nennt.

## Der Slope (Neigung) eines Vektorbündels
Zu einem gegebenen Vektorbündel {\displaystyle E} definiert man (erstmals von David Mumford) den
slope (zu deutsch: die Neigung, doch ist dies nicht gebräuchlich) als
{\displaystyle \mu (E):={\frac {\deg(E)}{{\rm {rk}}(E)}}\,.}
Dies ist der Ausgangspunkt der Theorie der (semi)stabilen Vektorbündel.